# Shine Ya Light
Shine Ya Light è un singolo della cantante britannica Rita Ora, pubblicato il 17 ottobre 2012 come terzo estratto dal primo album in studio Ora.

## Tracce
Download digitale
1. Shine Ya Light – 3:30 (Chris Loco, Fraser T Smith, Laura Pergolizzi)